# Studio Deen
Studio Deen Co., Ltd. (株式会社スタジオディーン, Kabushiki gaisha Sutajio Dīn, estilizado como Studio DEEN) é um estúdio japonês de criação de animes.

## Animes produzidos
- Beyblade (TV)
- Beyblade (Filme)
- Code-E (TV)
- DNA² (TV e OVA)
- Eat-Man (TV)
- Get Backers (TV)
- Gravitation (TV)
- Fate/stay Night (TV)
- Fate/stay Night: Unlimited Blade Works (Filme)
- Fruits Basket (TV)
- Full Moon Wo Sagashite (TV, OVA)
- Hakuouki (TV e OVA)
- Hetalia: Axis Powers (TV)
- Higurashi no Naku Koro Ni (TV)
- Higurashi no Naku Koro Ni Kai (TV)
- Higurashi no Naku Koro Ni Rei (OVA)
- Higurashi no Naku Koro Ni Kira (OVA)
- Hybrid Child (OVA)
- Isekai no Sata wa Shachiku Shidai (TV)
- Jigoku Shōjo (TV)
- Jigoku Shōjo Futakomori (TV)
- Jigoku Shōjo Mitsuganae (TV)
- Jigoku Shōjo Yoi no Togi (TV)
- Junjo Romantica (TV)
- King of Bandit Jing (TV)
- Kono Subarashii Sekai ni Shukufuku o! (TV)
- Kore wa Zombie Desu ka? (TV)
- Kyou Kara Maou (TV)
- Maria-sama ga Miteru (TV)
- Matantei Loki Ragnarok (TV)
- Nanatsu no Taizai (3ª, 4ª e 5ª temporadas) (TV)[1]
- Nurarihyon no Mago (TV)
- Princess Princess (TV)
- Pupa (TV)
- Ranma ½ (TV)
- Rave Master (TV)
- Rurouni Kenshin (TV e OVA)
- R.O.D. (OVA)
- Sakura Trick (TV)
- Sankarea (TV)
- Sekai-Ichi Hatsukoi (TV)
- Sasaki to Miyano (TV)
- Soul Hunter (TV)
- Star Ocean EX (TV)
- Super Lovers (TV)
- Vampire Knight (TV)
- Weiß Kreuz (OVA)
- Welcome Home (TV)
- Umineko no Naku Koro ni (TV)
- 07-Ghost (TV)

## Prêmios
- Book Walker Grand Prix Award, com o anime Konosuba (2016)[2]